# Église Sainte-Marie-des-Vallées de Colombes
L'église Sainte-Marie-des-Vallées de Colombes dans les Hauts-de-Seine est un lieu de culte catholique. 

## Histoire
Cette église tire son nom du quartier des Vallées, qui était un lieu-dit mentionné sur des cartes du XVIIIe siècle.
Au début du XXe siècle, le quartier est encore peu urbanisé, la rue Pierre-Virol (anciennement rue du Souvenir) n'est percée qu'en 1904.
C'est sous l'impulsion de l'élan missionnaire de l'Œuvre des Chantiers du Cardinal que ce projet prend forme dans les années 1930, pour répondre à la demande des fidèles d'un accompagnement spirituel. Le terrain est offert par la famille Bellenot. Construite à partir de 1932, l'église a été ouverte au culte dès 1933.
Elle a été atteinte par des bombardements en 1942 et 1944.
Elle a été réaménagée en 2022 par des travaux d'électricité, d'accessibilité et de peinture. La sonorisation a été améliorée par la pose de panneaux de correction acoustique.

## Description
C'est un bâtiment de béton armé recouvert de briques roses pour l'extérieur. L'intérieur bénéficie d'une belle luminosité, par la blancheur de ses murs et les vitraux modernes du maitre-verrier Mauméjean.  Leur restauration est toutefois prévue à la fin des années 2010.

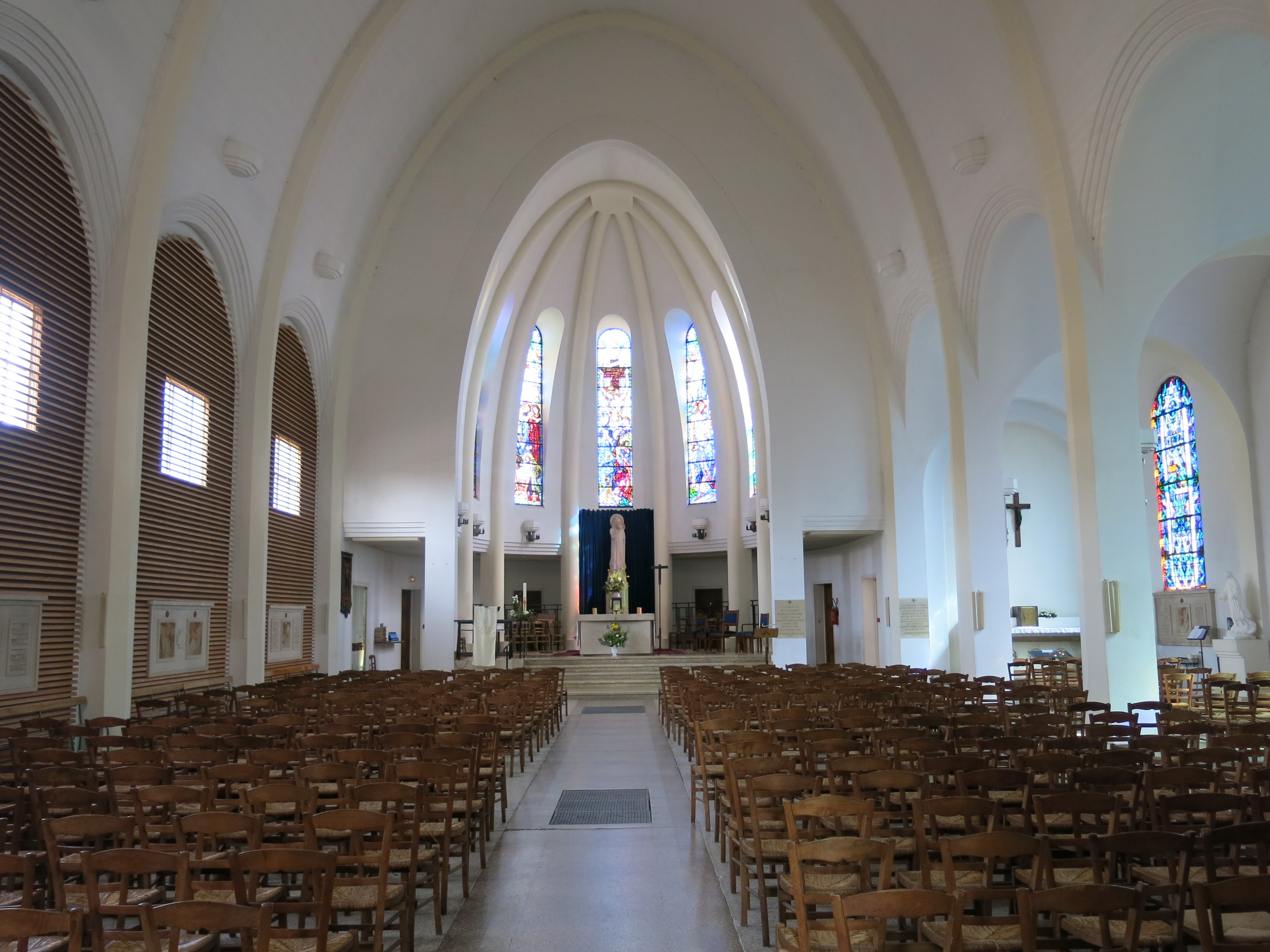
La nef et le chœur de l'église.

## Paroisse
Elle est rattachée à la  paroisse Saint-Urbain-Sainte-Marie des Vallées, du diocèse de Nanterre. Outre son activité cultuelle, elle est sporadiquement utilisée comme salle de concert.